# Ochterus marginatus
Ochterus marginatus är en insektsart som först beskrevs av Pierre André Latreille 1804.  Ochterus marginatus ingår i släktet Ochterus och familjen Ochteridae. Inga underarter finns listade i Catalogue of Life.

## Bildgalleri

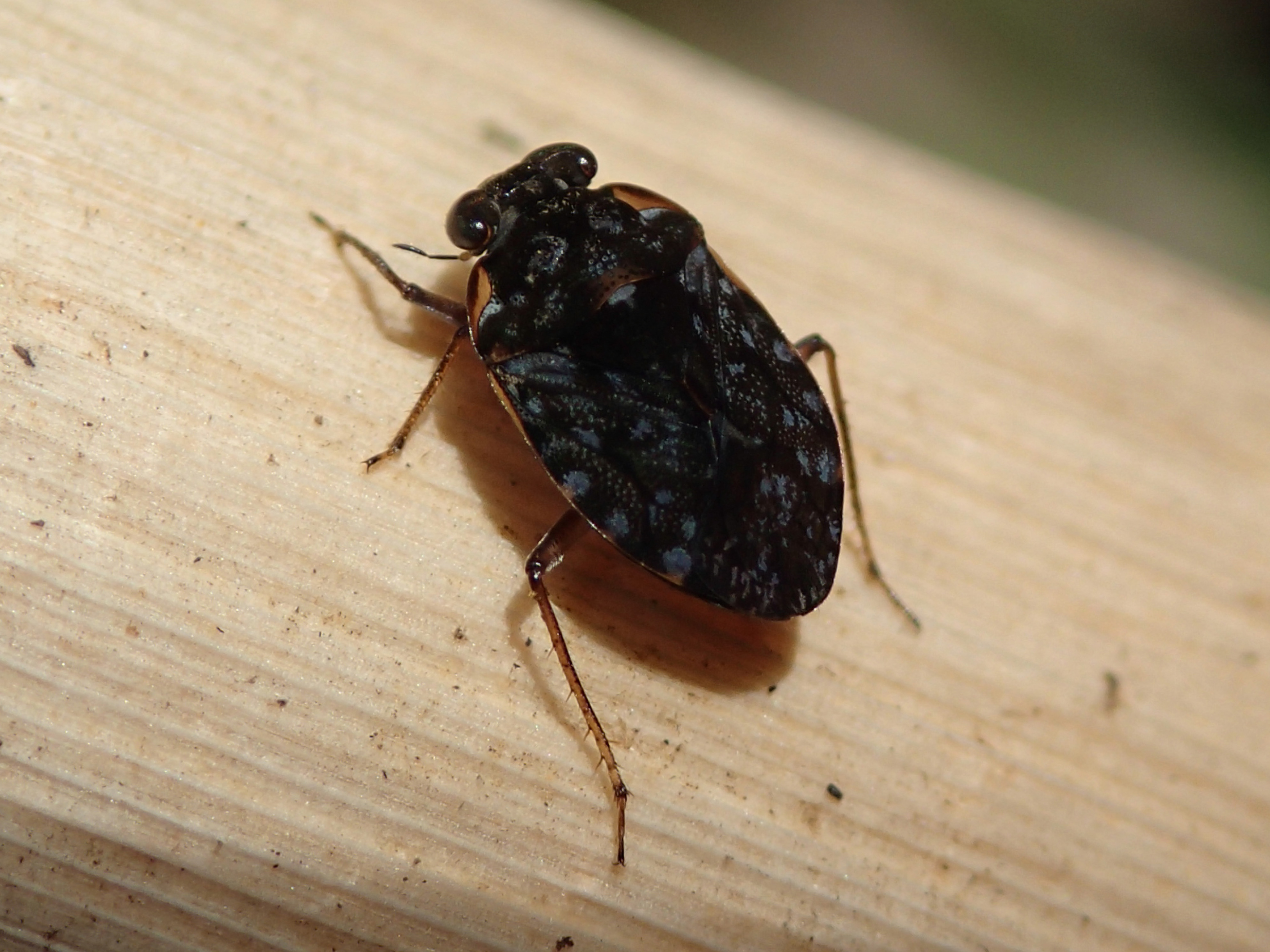